# Премия Декарта
Премия Декарта (англ. Descartes Prize) — ежегодная премия, вручаемая Европейским союзом с 2000 года, названная в честь французского математика и философа Рене Декарта.
Премия вручается за выдающиеся достижения в науке (включая экономику, социальные или гуманитарные науки) и технике, достигнутые европейскими научными группами.
С 2004 года в рамках премии Декарта выдавалась премия за популяризацию науки, которая в 2007 году выделилась в отдельную премию (англ.  Science Communication Prize).
Присуждение премии проходит в два этапа. Сначала принимаются заявки на премию, из которых эксперты выбирают финалистов (около 10). Большое жюри декартовской премии выбирает победителей среди финалистов. Награждение происходит в декабре каждого года.

## Победители
Если указан только координатор проекта, премию получила вся группа. В противном случае указаны поименно обладатели премии.
2000 год
- «Химия при температурах близких к  абсолютному нулю» (Ян Смит координатор проекта)
- «The XPD gene: one gene, two functions, three diseases» (Alan Lehmann, координатор проекта)
- «Plastic transistors operating at 50 KHZ for low-end high-volume electronic circuits» (Dago de Leeuw, координатор проекта)

2001 год
- «Разработка новых медикаментов против вируса иммунодефицита человека (ВИЧ)» (Ян Балзарини (англ. Jan Balzarini), координатор проекта)
- «Разработка новых асимметричных катализаторов для химического производства» (Митчел Норт (англ. Michael North), координатор проекта)

2002 год
- «Поиск лекарств для лечения рассеянного склероза» (Ларс Фуггер (англ. Lars Fugger), Рикард Холмдаль (англ. Rikard Holmdahl, Ивонна Джонс[англ.]
- «Величайшие катастрофы во Вселенной со времен большого взрыва» (Исследования гамма-всплесков) (Эдвард Ван ден Хёйвель, Луиджи Пиро (итал. Luigi Piro), Йенс Хьёрт (англ. Jens Hjorth)

2003 год
- «Уточнение теории нутации» (Вероника Дехант (англ. Veronique Dehant, координатор проекта)
- «Полимерные светодиоды для дисплеев» (Ричард Френд, координатор проекта)

2004 год
- «Проект MBAD» (Говард Тревор (англ. Howard Trevor), координатор проекта)
- «Проект IST-QuComm», (Андерс Карлссон[англ.], координатор проекта)

2005 год
- «Extending electromagnetism through novel artificial methods» (Костас Сукулис, Экмель Озбай[англ.], Джон Пендри, Martin Wegener, Дэвид Смит[англ.], project members)
- «CECA — Климат и изменение окружающей среды в Арктике» (Ола М. Йоханнссен (англ. Ola M. Johannessen), Леннарт Бенгтссон[англ.], Леонид Бобылёв[англ.])

Descartes Science Communication Prize
Carl Johan Sundberg, Аня Андерсен, Jos Van Hemelrijck, Билл Брайсон, Michael Seifert, Дэвид Аттенборо (2004).